# 虎尔虎拉站
虎尔虎拉站是位于黑龙江省齐齐哈尔市富拉尔基区长青乡虎尔虎拉村的一个铁路车站，满语译为“美丽的月亮”，邮政编码161042，是中国唯一名称有两个“虎”字的车站。车站始建于1900年，1903年投入使用:207，有滨洲铁路经过该站，每天承担着来往200多趟列车的接发、会让任务，现办理客运货运业务，车站及其上下行区间均已电气化。车站距离哈尔滨站293公里，隶属哈尔滨铁路局，是四等站、乘降所。2015年8月29日，滨洲线虎尔虎拉站站场改造工程顺利开通，是滨洲铁路电气化改造工程信号开通的第一个站。